# Taraxacum turfosum
Taraxacum turfosum — вид квіткових рослин з родини айстрових (Asteraceae). Вид зростає в Європі: Австрія, Чехія, Німеччина, Польща; це багаторічна рослина помірних біомів.
Належить до секції Palustria.